# モンゴメリー郡 (メリーランド州)
モンゴメリー郡（英: Montgomery County）は、アメリカ合衆国メリーランド州の中央部にある郡。ワシントンD.C.の北西、ボルチモアの南西に位置する。人口は106万2061人（2020年）で州内最大である。ワシントン・ボルチモア・北バージニア広域都市圏に含まれるが、隣接しているワシントンD.C.との関係が深い。
郡庁所在地のロックビルは人口6万7117人（2020年）で、同郡最大の都市である。ただし、国勢調査指定地域のジャーマンタウンには9万1249人（2020年）が住んでいる。
モンゴメリー郡は国内でも最大級に裕福な郡とされている。2008年時点での一人当たり所得では、州内第2位だった。2011年の雑誌フォーブスでは、世帯当たり所得中央値が92,213ドルとなり、国内第10位だった。また25歳以上の住民に占める大学卒以上の比率は29.2%と国内最高である。
郡住人の多くは未編入領域に住んでおり、その中でも多いのはシルバースプリング、ジャーマンタウン、ベセスダであるが、法人化都市であるロックビルやゲイザースバーグにも人口が集中している。

## 郡名の由来
メリーランド州議会がこの郡をリチャード・モントゴメリーに因んで名付けた。郡の領域はチャールズ郡、プリンスジョージズ郡、フレデリック郡に一時的にも属した領域を合わせた。郡のニックネームは「モコ」であり、「モンゴメリー」「カウンティ」（郡）の頭を繋いでいる。

## 歴史

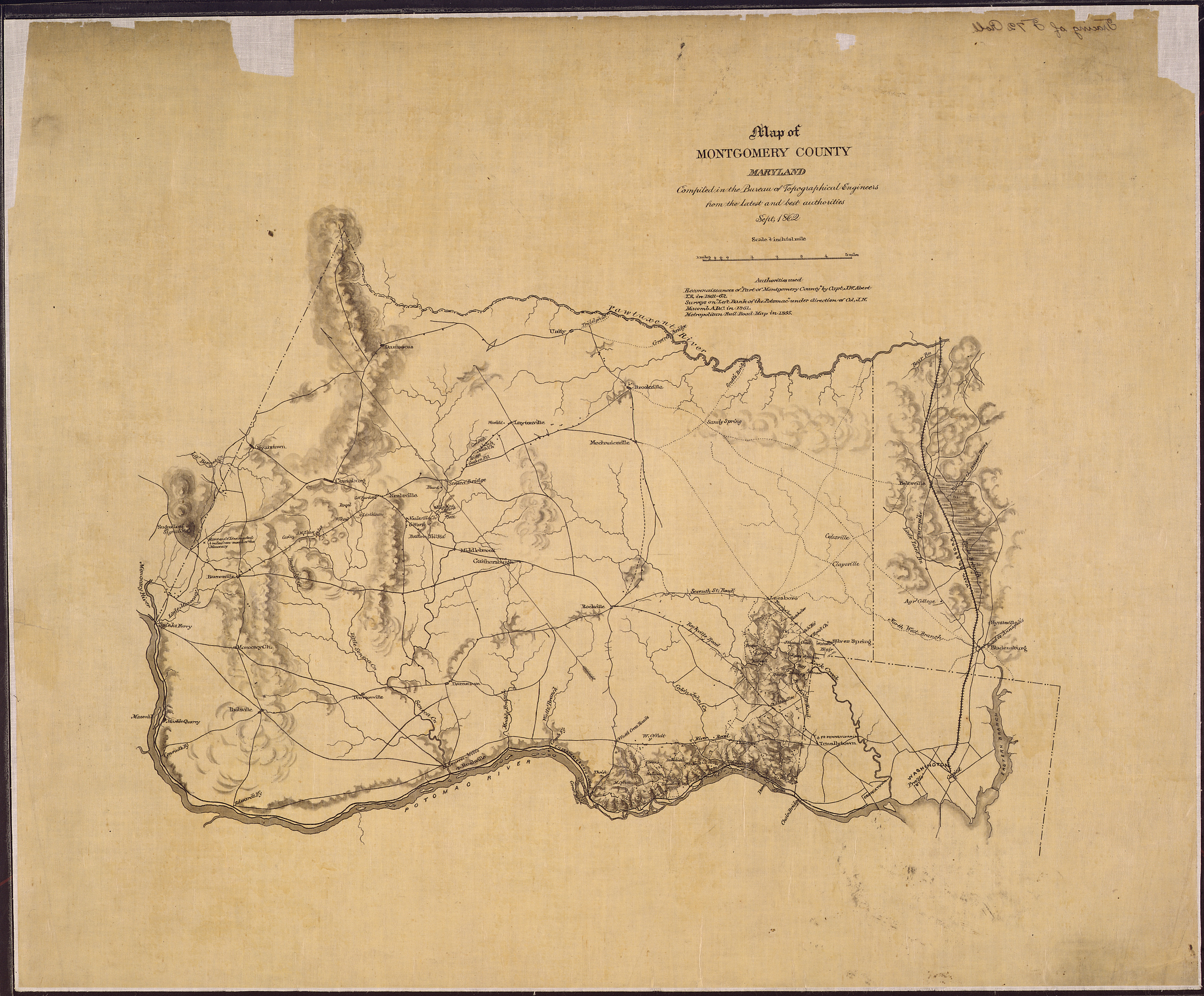
1862年9月に作られたモンゴメリー郡地図

モンゴメリー郡となった地域にヨーロッパ人による開拓地が造られる以前、この地域は広大な森のあいだにクリークや小さな水流が流れ、それらはポトマック川やパタクセント川に注いでいた。アルゴンキン語族に属するピスカタウェイ族インディアンの小さな集落が、郡の南部に散開していた。ポトマック川のグレートフォールズより北には、恒久的な集落が幾つかあり、ピスカタウェイ族はライバルであるサスケハノック族やセネカ族と狩猟用宿営地やインディアン道を共有していた。
ジェームズタウンのイングランド人開拓地から、ジョン・スミス船長がポトマック川やチェサピーク湾を探検したときに、この地域を探検した可能性があり、おそらく最初のヨーロッパ人だった。

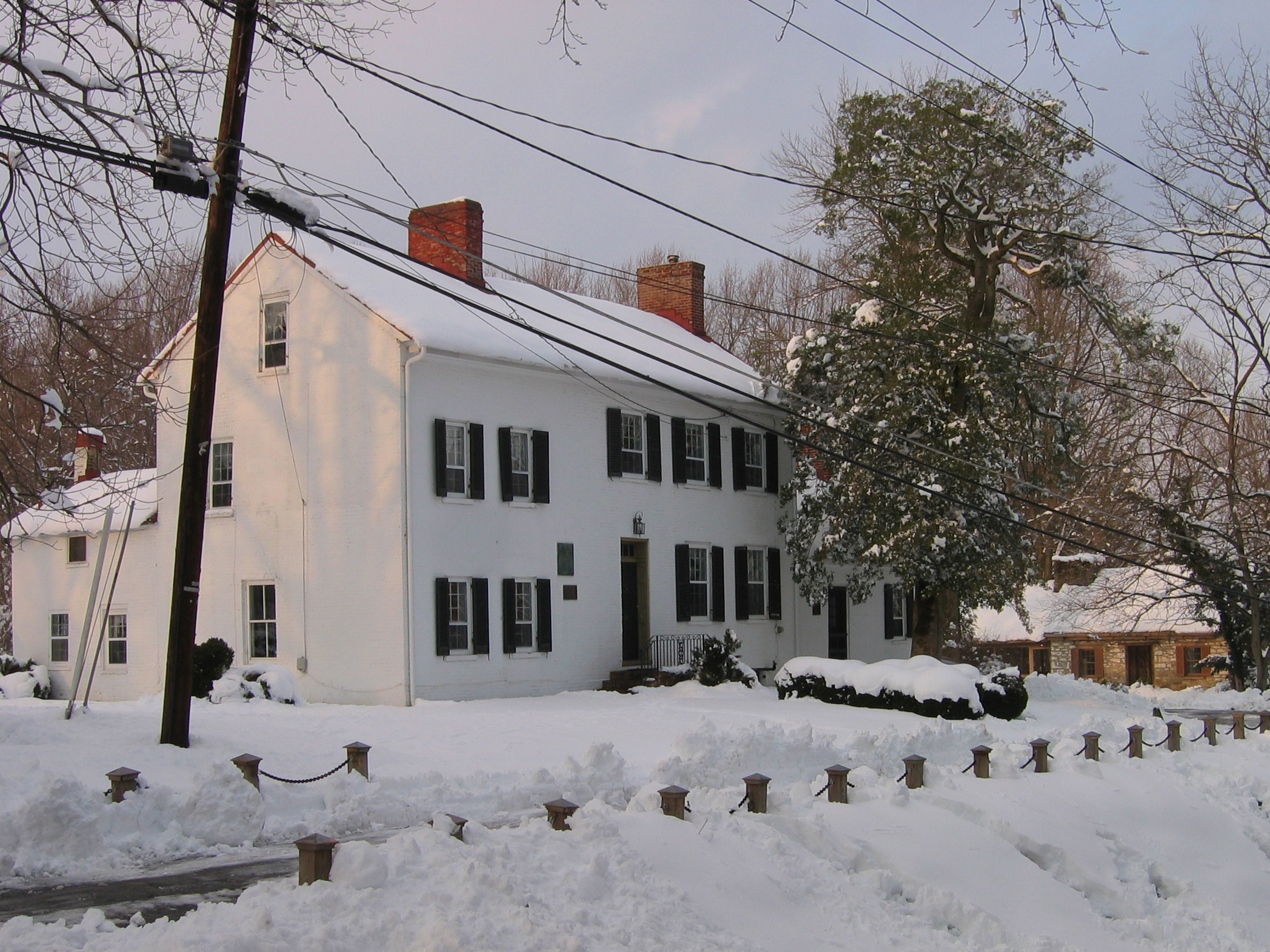
ブルックビルのマディソン・ハウス。建設は1800年頃、当初の所有者はケイレブ・ベントリー。現在の名前はジェームズ・マディソン大統領に由来し、米英戦争の1814年8月26日、イギリス軍がワシントンD.C.を焼打ちしたとき、大統領はこの家を隠れ家にした。

イングランド王チャールズ1世が初代ボルティモア男爵ジョージ・カルバートにメリーランド植民地を払下げたときが、ヨーロッパ人による最初の所有権主張だった。しかし、カルバート家がヘンリー・ダーナルという裕福で著名な開拓者に、モントゴメリーとなった領域の土地を払い下げたのは1868年になってからだった。カルバートや初期の土地所有者はその家族を植民地に入らせるつもりは無かった。土地投機家以上のものではなく、植民地の指導者から払下げを受け、分割して開拓者に売りさばいた。最初のイギリス人開拓者が農場やプランテーションを建設したのはおよそ1715年になっていた。
これら初期の開拓者は、メリーランドの他地域から移ってきたイングランド人やスコットランド人、ペンシルベニアから南に下ってきたドイツ人、あるいは現在のブルックビルに土地を払い下げられたジェイムズ・ブルックという改宗者の土地に移ってきたクエーカー教徒だった。これら初期の開拓者の大半は小農であり、この地域の主要農産物であるタバコに加えて、自活のための作物を栽培した。栽培したタバコはポトマック川のジョージタウン港から市場に出荷した。人口は少なかったが地域の農家や酒場はそれでも内陸部への足掛かりとして戦略的な重要さがあった。フレンチ・インディアン戦争のとき、エドワード・ブラドック将軍の軍隊が郡内を通ってデュケーヌ砦に向かったが、悲惨な敗北を喫した。
アメリカにできた他の植民地と同様、アメリカ独立戦争の前はイギリス本国からの課税に対する抗議の声がこの地域からも上がった。アメリカ独立宣言に署名した後、この地域の代表は、新しい州憲法を起草し、領主の支配から解放されたメリーランド州建設に貢献した。新しい州議会が、チャールズ郡、プリンスジョージズ郡、フレデリック郡に一時的にも属した領域を合わせ、モンゴメリー郡を設立し、リチャード・モントゴメリーに因んで名付けた。新郡の指導者は郡の中心に近いハンガーフォードの酒場があった場所に隣接して郡庁所在地を選定し、それが後にロックビルとなった。新設されたモンゴメリー郡は独立戦争の間、大陸軍に武器、食料、飼料を提供し、さらに兵士も従軍させた。
1791年、ジョージタウンを含むモンゴメリー郡の一部が新しいコロンビア特別区に割譲され、プリンスジョージズ郡の一部やバージニア州の一部も合されたが、バージニア州の土地は後に変換された。
1828年、チェサピーク・アンド・オハイオ運河の建設が始まり、1850年に完工した。19世紀を通じて、農業が郡経済を支配し、奴隷が重要な役割を果たした。1850年代、農産物はタバコからトウモロコシに移った。奴隷制度廃止運動では、郡内の奴隷のジョサイア・ヘンソンが自伝で経験を記し、それがハリエット・ビーチャー・ストウの名作『アンクルトムの小屋』（1852年）の元になったとされる。小説のモデルになったヘンソンが郡内の奴隷であった当時に過ごしたと考えられる小屋は、現在も旧ジョージタウン道路近くに立っている。
南北戦争の間、メリーランド州の大半地域と同様に、郡内に南部同調者がいたことで北軍の占領を受けた。
1860年まで郡内には私立学校があるだけだった。当初はヨーロッパ系アメリカ人のための学校が建設され、1872年になってアフリカ系アメリカ人のための学校が加わった。
1873年、ボルチモア・アンド・オハイオ鉄道のメトロポリタン支線が開通し、ワシントンD.C.とポイントオブロックスが繋がれた。この鉄道でタコマパーク、ケンジントン、ガレットパーク、チェイビーチェイスなどの発展が始まった。
1997年7月1日、プリンスジョージズ郡にも跨っていたタコマパークの町民が、裕福なモンゴメリー郡に入ることを投票で決め、モンゴメリー郡はプリンスジョージズ郡下の部分を併合した。
2002年10月、郡内では連続狙撃事件の幾つかが起きた。
郡内には多くのアメリカ合衆国国家歴史登録財がある。

## 経済
モンゴメリー郡は重要な事業と研究の中心である。太平洋岸中部バイオテクノロジー産業の中心であり、国内でも第3位の集積となっている。州内の大企業の主要なものが集まっている。バイオ化学の研究はジョンズ・ホプキンス大学のモンゴメリー郡キャンパスやハワード・ヒューズ医療研究所で行われている。関連する連邦政府機関としては、アメリカ食品医薬品局、アメリカ国立衛生研究所、ウォルター・リード陸軍研究所がある。
多くの大企業が郡内にあり、例えばディスカバリー・コミュニケーションズ、コベントリー・ヘルスケア、ロッキード・マーティン、マリオット・インターナショナル、ホスト・ホテルズ&リゾート、トラベル・チャンネル、ザ・リッツ・カールトン、ロバート・ルイス・ジョンソン・カンパニーズ、チョイスホテルズインターナショナル、メドインミューン、TVワン、BAEシステムズ、ヒューズ・ネットワーク・システムズ、およびGRICOがある。
連邦政府のその他の機関としては、アメリカ海洋大気庁、アメリカ合衆国原子力規制委員会、アメリカ合衆国エネルギー省、アメリカ国立標準技術研究所、ウォルター・リード国立軍事医療センター、米国消費者製品安全委員会、アメリカ国家地球空間情報局がある。
ベセスダやシルバースプリングの中心街は郡内最大の事業街であり、これを組み合わせて、多くの主要都市と競っている。

## 主要雇用主
モンゴメリー郡の2011年包括的財務報告書に拠れば、郡内の主要雇用主は次の通りである。
| 順位 | 雇用主                           | 従業員数 |
| ---- | -------------------------------- | -------- |
| 1    | アメリカ合衆国保健福祉省         | 29,700   |
| 2    | モンゴメリー郡公共教育学区       | 22,016   |
| 3    | アメリカ合衆国国防総省           | 12,690   |
| 4    | モンゴメリー郡                   | 8,849    |
| 5    | アメリカ合衆国商務省             | 8,250    |
| 6    | マリオット・インターナショナル   | 5,441    |
| 7    | アドベンティスト・ヘルスケア     | 5,310    |
| 8    | ロッキード・マーティン           | 4,745    |
| 9    | ジャイアント                     | 3,842    |
| 10   | ベライゾン・コミュニケーションズ | 3,292    |

## 地理
アメリカ合衆国国勢調査局に拠れば、郡域全面積は507平方マイル (1,313 km2)であり、このうち陸地496平方マイル (1,285 km2)、水域は12平方マイル (31 km2)で水域率は2.3%である。モンゴメリー郡の全体がピードモント台地の上にある。地形は穏やかにうねっている。標高はポトマック川沿岸の海面近くからダマスカスの北、郡北端の268 m（875フィート）まで変化する。バレーの底から丘陵部頂上までの落差は数百 mになる。

### 隣接する郡
- フレデリック郡 - 北西
- ハワード郡 - 北東
- プリンスジョージズ郡 - 南東
- ワシントンD.C. - 南
- ラウドン郡 (バージニア州) - 西
- フェアファックス郡 (バージニア州) - 南西

### 国立保護地域

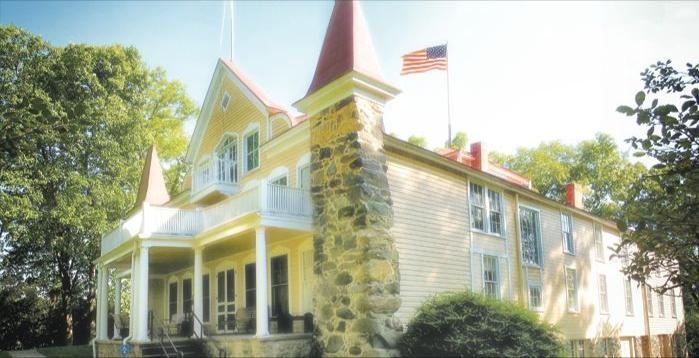
クララ・バートン国立歴史史跡

- チェサピーク・アンド・オハイオ運河国立歴史公園（英語版）（部分）
- クララ・バートン国立歴史史跡
- ジョージ・ワシントン記念パークウェイ（部分）

## 交通

### 主要高規格道路
モンゴメリー郡は北西から南東に走る 州間高速道路270号線によってほぼ2分される。この道路は 州間高速道路70号線とワシントンを接続している。270号線はノースベセスダで分岐し、本線は東の 州間高速道路495号線（キャピタル・ベルトウェイ）と繋がり、支線は南の北バージニアに近づいたところで495号線に接続する。もう一つの支線 州間高速道路370号線は、シャディグローブ・メトロ駅で270号線に接続する。
インターカウンティ・コネクター（メリーランド州道200号線）は激しくまた長く競合のあった東西方向有料道路であり、州間高速道路370号線と州間高速道路270号線をアメリカ国道29号線、 州間高速道路95号線、さらにプリンスジョージズ郡のローレルで アメリカ国道1号線と接続する。州間高速道路370号線からジョージア・アベニューまでの最初の区間は2011年2月に開通し、現在は州間高速道路95号線までが繋がっている。
州間高速道路270号線にほぼ並行して平面道路のメリーランド州道355号線があり、その大半はロックビル・パイクあるいは単純にザ・パイクと呼ばれている。その南端ではウィスコンシン・アベニューと呼ばれ、北側ではフレデリック道路、ゲイザースバーグではフレデリック・アベニューとなる。ロックビルの北半分ではハンガーフォード・ドライブと命名されている。

ベセスダ中心街。州道187号線と355号線、410号線の交差点にある商業ビル群。ワシントンメトロのベセスダ駅に近い（2009年7月撮影）

その他の主要道路として、メリーランド州道190号線（リバー道路）、同97号線（ジョージア・アベニュー）、同650号線（ニューハンプシャー・アベニュー）、同185号線（コネチカット・アベニュー）、ランドルフ道路/モントローズ道路、メリーランド州道28号線（ダーネスタウン道路、モンゴメリー・アベニュー、ノーベック道路）、同27号線（ファザー・ハーレイ・ブールバード、リッジ道路がある。アメリカ国道29号線は郡東部境界を走っている。初めはシルバースプリングでジョージア・アベニュー、その後コールズビル道路、バートンズビルを抜けてハワード郡に入るとコロンビア・パイクとなる。
モンゴメリー郡政府は郡道の自動交通規制を使うことで強力に支援されている。2007年には州内で初めてスピードカメラを導入し、速度制限を56 km/hとし、罰金は郵送で40米ドルが請求される。罰金75米ドルのレッドライトカメラも使われている。
750の交通信号はコンピュータ制御されている。2009年、このシステムが短時間ダウンし、かなりの問題を引き起こした。

### 公共交通機関
モンゴメリー郡は、ライドオンと呼ぶバス公共交通体系を運行している。主要道はワシントン都市圏交通公社のメトロバスも運行されている。

### 鉄道
郡内には3本の旅客鉄道が走っている。
アムトラックはワシントンのユニオン駅からシカゴのユニオン駅までキャピトル・リミテッドを走らせており、ロックビル駅で停車する。
通勤線マークのブランズウィック線は、シルバースプリング、ケンジントン、ガレットパーク、ロックビル、ワシントングローブ、ゲイザースバーグ、メトロポリタングローブ、ジャーマンタウン、ボイズ、バーンズビル、ディッカーソンで停車し、そこで分岐してフレデリックとマーティンズバーグに向かう。
ワシントンメトロの郊外線であるレッドラインが郡内を通っている。西にはCSXトランスポーテーションの既存線を辿り、フレンドシップハイツからシャディグローブまではほぼメリーランド州道355号線に並行している。東側はワシントンのユニオン駅からシルバースプリングまではCSXの線を辿り、シルバースプリングからグレンモントまではジョージア・アベニューにほぼ並行している。
現在は2つの新線建設について議論が続いており、どちらも現在は初期計画段階にある。パープルラインはモンゴメリー郡とプリンスジョージズ郡の結節点を繋ぐものであり、ベルトウェイ近くを走る。コリダー・シティーズ・トランジットウェイはレッドラインの延伸であり、ゲイザーズからジャーマンタウンとさらにその先を繋ぐことになる。

### 空港
モンゴメリー郡空港（FAA: GAI、ICAO: KGAI）はゲイザースバーグにある一般用途空港であり、郡内の主要空港である。デイビス空港（FAA: W50）はレイトンズビルにある民営飛行場であり、ホーキンス・クリーマリー道路沿いにある。商業便は近くにあるロナルド・レーガン・ワシントン・ナショナル空港、ワシントン・ダレス国際空港、ボルチモア・ワシントン国際空港を利用できる。

## 気候
モンゴメリー郡は温暖湿潤気候の北部にある。四季がはっきりしており、暑く湿度の高い夏と冷涼な冬がある。雨は年間を通じて平均して降り、四分位範囲の雨量は940-1,143 mm (37ないし45インチ) である。夏は雷雨が多く、年間平均35日、発生している。夏の雨量は冬よりも変化が激しく、一方で雷雨が豪雨になり他方で乾燥した日が続く。
年間平均気温は13 ℃（55°F）である。夏（6月から8月）の午後は最高気温が約29 ℃（85°F）となり、朝の平均気温は19 ℃（66°F）である。冬（12月から2月）はそれぞれ7 ℃（44°F） と零下2 ℃（28°F）となる。熱波が起こると38 ℃（100°F）を超え、北風が吹くときは零下23 ℃ (-10°F) から零下18 ℃（-0°F）まで下がる。
年平均降雪量は南端部の53 cm（21インチ）から北部ダマスカス地域の標高が高い259 m（850フィート）近辺で81 cm（32インチ）まで変化する。たまに「ノースイースターズ」と呼ばれる北東暴風雪が起こり、地域がマヒすることがある。過去最高の降雪は2009年から2010年にかけてダマスカスで降った250 cm（98.5インチ）だった。

## 人口動態
以下は2010年国勢調査による人口統計データである。
| 基礎データ - 人口: 971,777人 - 人口密度: 680人/km2（1,762人/mi2） - 住居数: 334,632軒 - 住居密度: 261軒/km2（675軒/mi2） 人種別人口構成 - 白人: 49.3% - アフリカン・アメリカン: 16.6% - ネイティブ・アメリカン: 0.4% - アジア人: 13.9% - 太平洋諸島系: 0.1% - その他の人種: 6.9% - 混血: 4.0% - ヒスパニック・ラテン系: 17.0% | 収入と家計（2007年統計） - 収入の中央値 - 世帯: 89,284米ドル - 家族: 106,093米ドル - 性別 - 男性: 66,415米ドル - 女性: 52,134米ドル - 人口1人あたり収入: 43,073米ドル - 貧困線以下 - 対人口: 4.6% - 対家族数: 3.3% - 18歳未満: 4.6% - 65歳以上: 4.6% |

以下は2000年国勢調査による人口統計データである。
| 年齢別人口構成 - 18歳未満: 25.4% - 18-24歳: 6.9% - 25-44歳: 32.3% - 45-64歳: 24.2% - 65歳以上: 11.2% - 年齢の中央値: 37歳 - 性比（女性100人あたり男性の人口） - 総人口: 92.1 - 18歳以上: 88.1 | 先祖による構成 - アイルランド系：8.5% - ドイツ系：8.1% - イギリス系：6.8% - アメリカ人：5.0% 世帯と家族（対世帯数） - 18歳未満の子供がいる: 35% - 結婚・同居している夫婦: 55.2% - 未婚・離婚・死別女性が世帯主: 10.5% - 非家族世帯: 30.9% - 単身世帯: 24.4% - 65歳以上の老人1人暮らし: 7.7% - 平均構成人数 - 世帯: 2.66人 - 家族: 3.19人 |

1970年代以降、郡は中庸価格住宅地帯計画に入っており、郡内で開発する住宅建設では購入可能な住宅を開発者に求めている。その目的は社会経済的に混合された地区を生み、富裕層と貧困層が孤立しないことである。この計画の最低値以上で住宅を供給する開発者はその開発密度を高めることが認められ、多くの住宅を建設し、収入をあげることができる。このような計画を採用した最初期の郡となったが、他の多くの地域も追従するようになった。

## 郡政府
| 年   | 得票率 得票数     | 得票率 得票数   | 備考       |
| 年   | 共和党            | 民主党          | 備考       |
| ---- | ----------------- | --------------- | ---------- |
| 2020 | 32.2% 976,414     | 65.4% 1,985,023 | [ 24 ]     |
| 2016 | 33.9% 943,169     | 60.3% 1,677,928 | [ 25 ]     |
| 2012 | 27.1% 123,353     | 70.9% 323,400   | [ 26 ]     |
| 2008 | 36.5% 959,862     | 61.9% 1,629,467 | [ 27 ]     |
| 2004 | 43% 1,024,703     | 56% 1,334,493   | (注)       |
| 2000 | 40% 813,797       | 57% 1,145,782   | (注)       |
| 1996 | 38% 681,530       | 54% 966,207     | (注)       |
| 1992 | 36% 707,094       | 50% 988,571     | (注)       |
| 1988 | 48% 826,304       | 51% 876,167     | (注)       |
| 1984 | 50.1% 146,924     | 49.7%'146,036   | [ 要出典 ] |
| 1980 | 47.2% 125,515     | 39.8%'105,822   | [ 要出典 ] |
|      | (注) 得票率は概数 |                 |            |

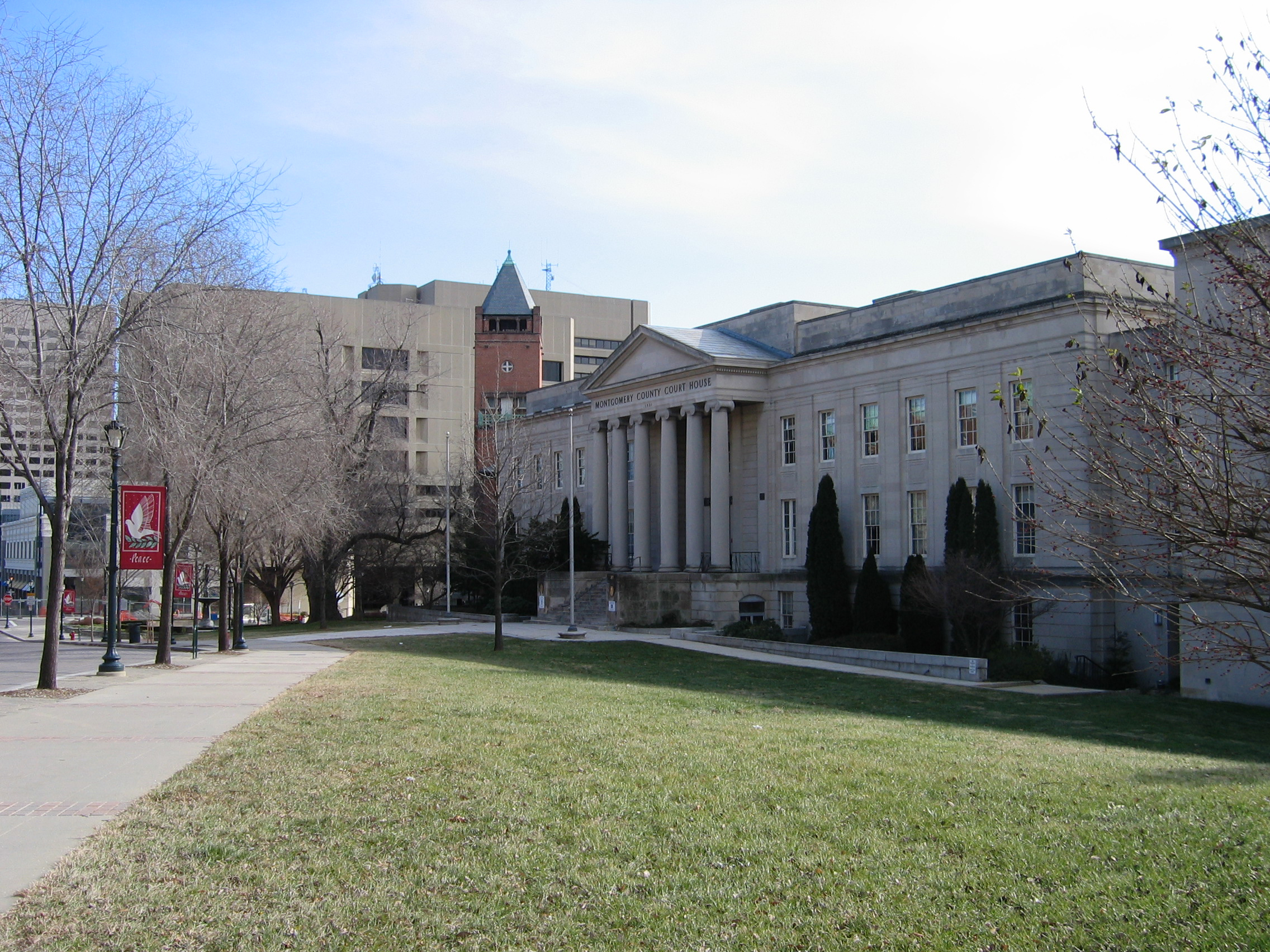
旧モンゴメリー郡庁舎。1931年から1982年まで郡庁舎として使われ、現在は州地区裁判所（ロックビル、2006年1月撮影）

モンゴメリー郡は1948年に認定された政府形態を採っていた。
現在の郡執行役・郡政委員会形式は1968年11月からのものであり、それまでの郡政委員会・郡マネジャー方式から変更した。
郡はアナポリスに権限の大半があった郡政委員会から始めた。1948年、住民は郡政委員会・郡マネジャー方式を承認し、州内では初の自治郡となった。郡政委員会初の委員6人は1949年に選出された。その後の1968年、郡民は郡執行役・郡政委員会形式を承認した。この変更で、郡執行役の下に行政府を形成し、7人の委員による立法府、郡政委員会ができた。郡マネジャーに代わり、郡政委員会の指名する管理主席がいる。この形態は1970年に執行となり、最初の郡政委員7人が選出された。当初の委員は郡全体を選挙区に選ばれた。5人は郡を5つに分けた区に住んでいることが求められた。1986年11月の住民投票で、郡政委員の定数増が認められ、1990年の選挙からは9人になった。現在は5人の委員が各区から選ばれ、4人は郡全体を選挙区に選ばれる。有権者は5人に投票できる。4人は全郡を対象に、1人は各区を対象に投票する。
モンゴメリー郡警察署は郡全体の警察機能を行っている。

### 郡執行役

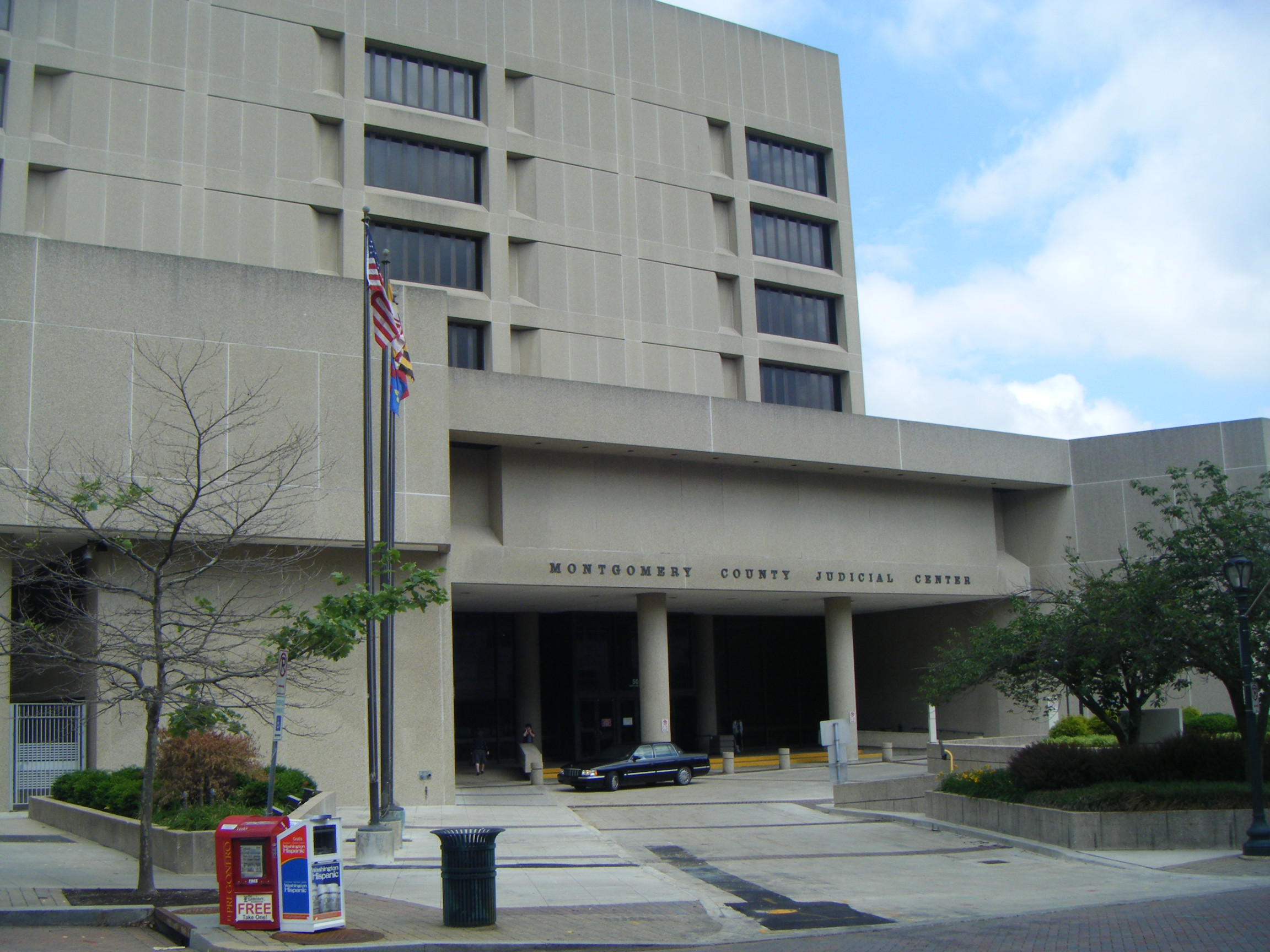
モンゴメリー郡司法センター（ロックビル、2010年5月撮影）

郡執行役の任期は4年間であり、再選が認められている。

### 郡政委員会
2006年まで共和党委員がいたが、それ以降は9人全員が民主党員になっている。

### 2郡にわたる機関
モンゴメリー郡とプリンスジョージズ郡は、メリーランド首都公園計画員会、およびワシントン郊外衛生委員会（上下水道施設）という2郡にわたる機関を持っている。

### 酒類統制
モンゴメリー郡は蒸留酒の販売を独占しているが、ビールやワインなど発酵酒は民間の店舗やチェー店の店舗で販売できる。これは国内幾つかの州に似た形態である。アルコール飲料統制郡と呼ばれている。

## 都市と町

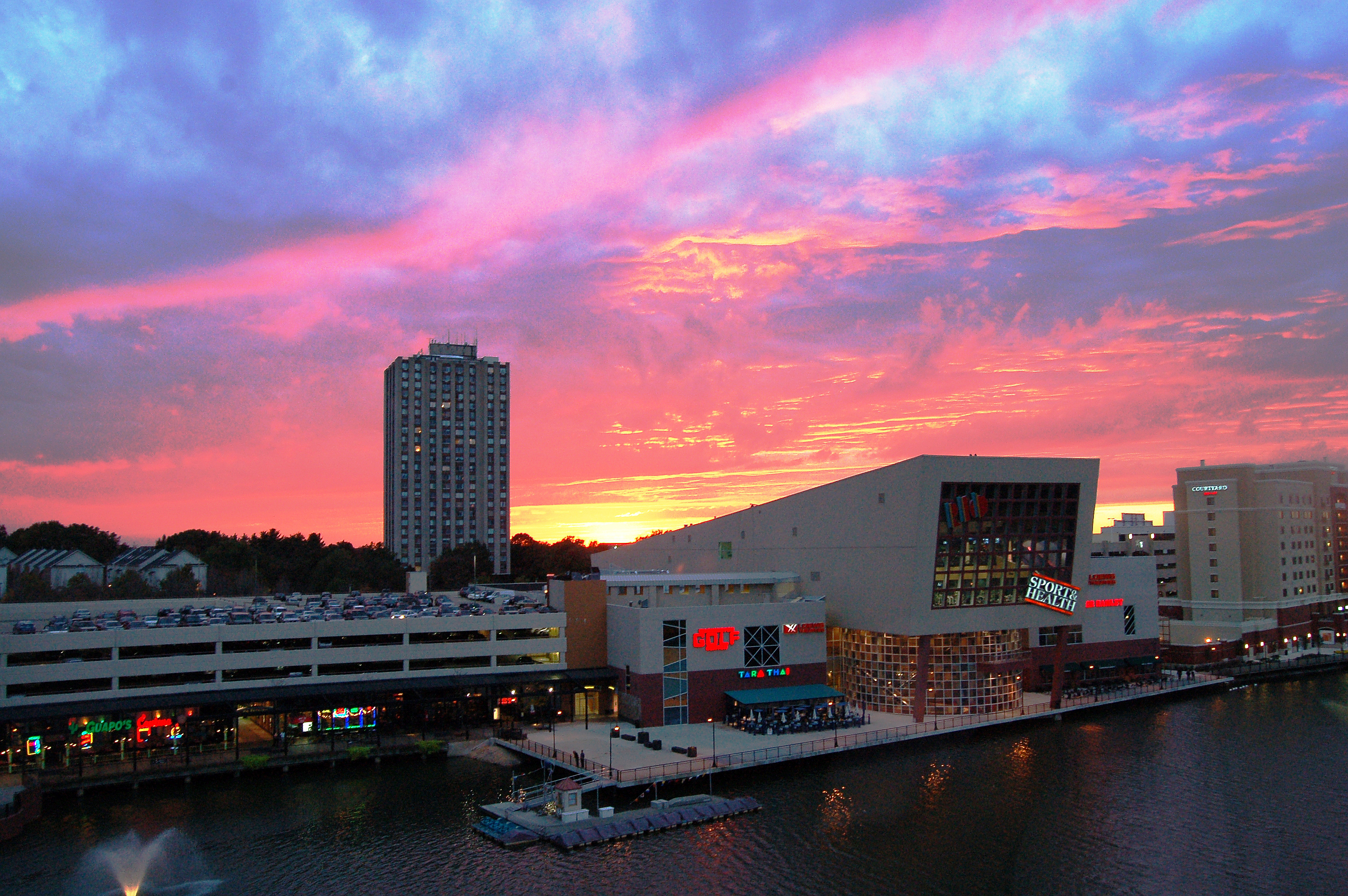
ゲイザースバーグ

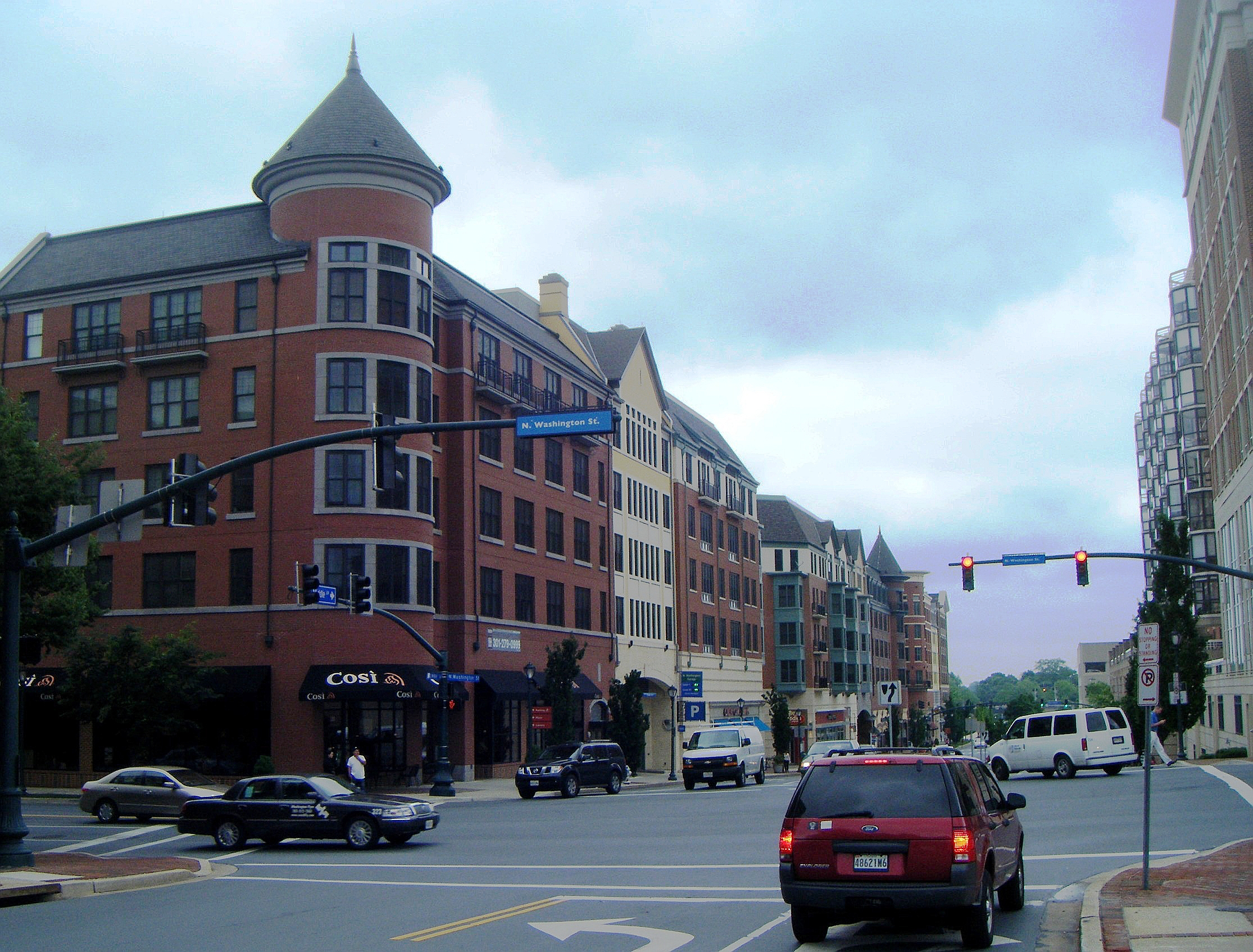
ロックビル

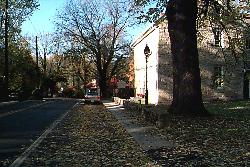
ブルックビル

市町名の後の（　）内は法人化年である。

### 都市
- 1. ゲイザースバーグ（1878年）
  2. ロックビル（1860年） - 郡庁所在地
  3. タコマパーク（1890年）

### 町
- 1. バーンズビル（1888年）
  2. ブルックビル（1808年）
  3. チェイビィチェイス（1918年）
  4. チェイビィチェイスビュー（1993年）
  5. チェイビィチェイスビレッジ（1910年）
  6. ガレットパーク（1898年）
  7. グレンエコー（1904年）
  8. ケンジントン（1894年）
  9. レイトンズビル（1892年）
  10. プールズビル（1867年）
  11. サマセット（1906年）
  12. ワシントングローブ（1937年）

### 村
- 1. チェイビィチェイスセクション3（1982年）
  2. チェイビィチェイスセクション5（1982年）
  3. マーティンズアディッションズ（1985年）
  4. ノースチェイビィチェイス（1996年）

### 未編入の町
法人化された地域の間を埋めているのは、メリーランド州議会で成立した法によって創設された擬似自治体の未法人化地域、特殊課税地区である。自治権限は無く、その地区の権限を変える場合には州議会に請願しなければならない。郡内の4つの村とチェイビィチェイスビュー町は元特殊課税地区として設立された。郡内には下記4つの特殊課税地区があり、（　）内はその指定年である。
1. ドラモンド（1916年）
2. フレンドシップハイツ（1914年）
3. オークモント（1918年）
4. バッテリーパーク1923年）

未編入領域も「町」と考えられるが、政府は無い。アメリカ合衆国国勢調査局、アメリカ合衆国郵便公社、地元商工会議所など様々な組織がその町を定義している。法人化はされていないので、その境界が定義されていない。アメリカ合衆国国勢調査局は以下の国勢調査指定地域を登録している。

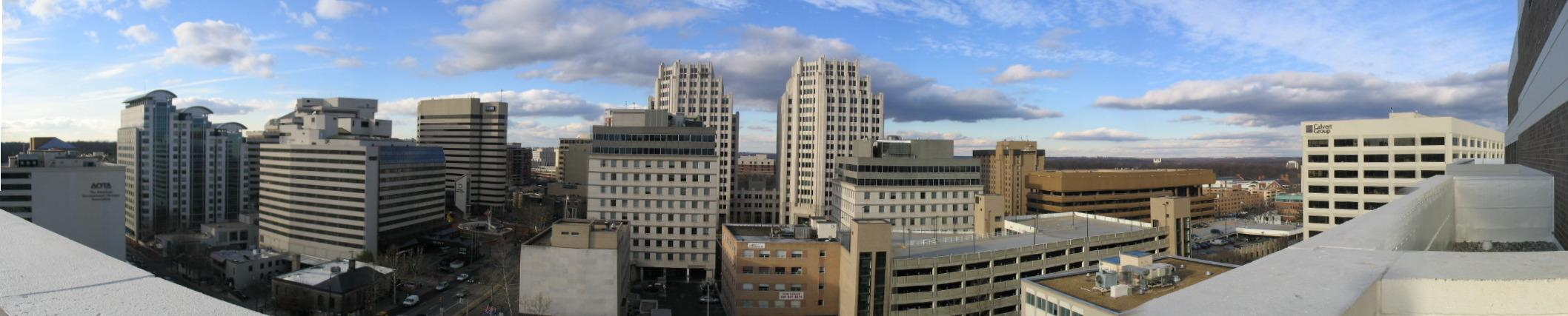
ベセスダ

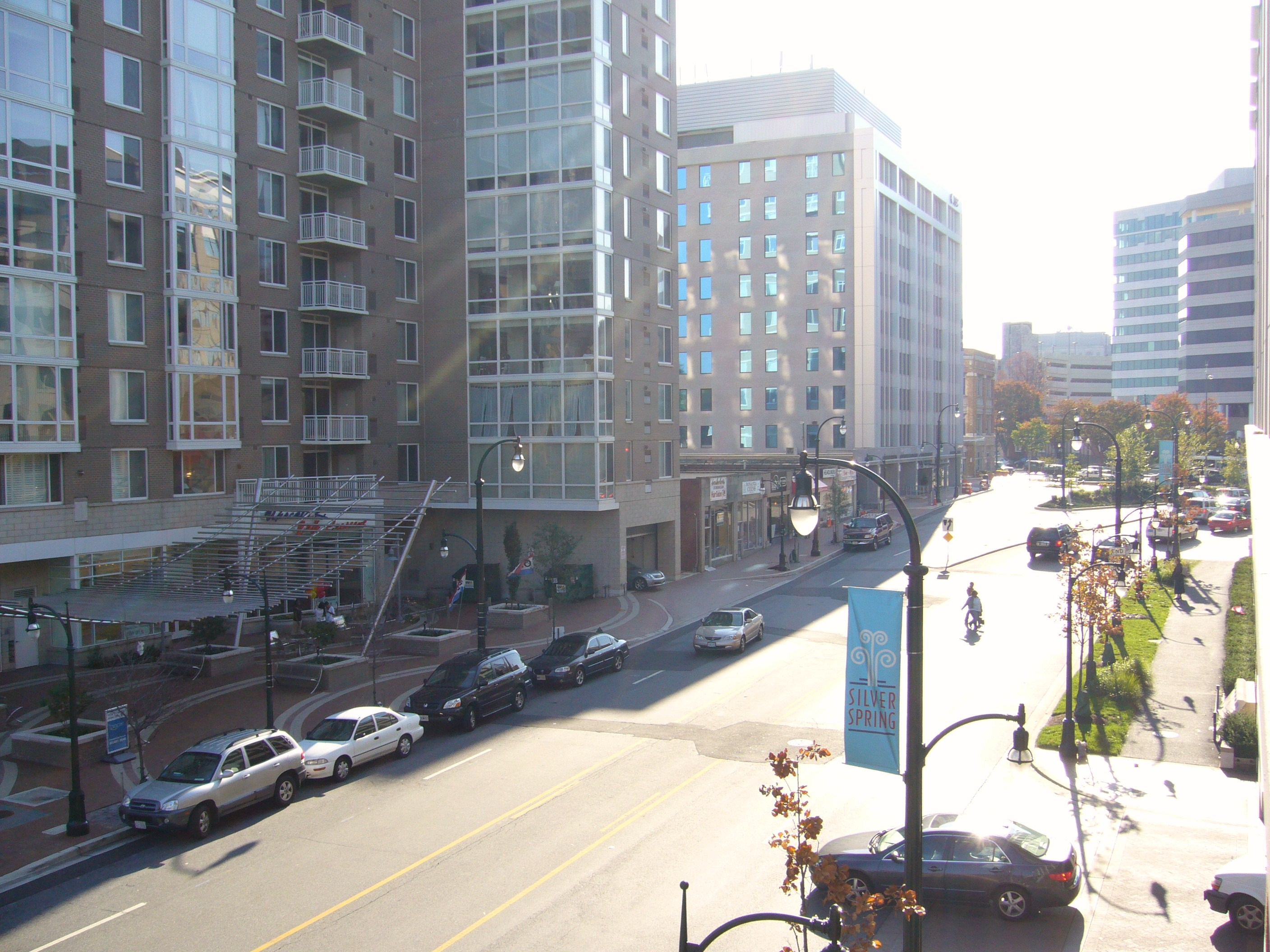
シルバースプリング

1. アシュトン・サンディスプリング（アシュトンとサンディスプリングを組み合わせている）
2. アスペンヒル
3. ベセスダ
4. ブルックモント
5. バートンズビル
6. キャビンジョン
7. カルバートン（一部はプリンスジョージズ郡）
8. チェイビィチェイス（法人化町と同名）
9. クラークスバーグ
10. クローバーリー
11. コールズビル
12. ダマスカス
13. ダーンズタウン
14. フェアランド
15. フォレストグレン
16. フレンドシップビレッジ（フレンドシップハイツを含む）
17. ジャーマンタウン
18. グレンモント
19. ハイランデール（一部はプリンスジョージズ郡）
20. ケンプミル
21. モンゴメリービレッジ
22. ノースベセスダ
23. ノースケンジントン
24. ノースポトマック
25. オルニー
26. ポトマック
27. レッドランド
28. ロスムーア
29. シルバースプリング
30. サウスケンジントン
31. トラビラー
32. ウィートン・グレンモント（ウィートンとグレンモントを組み合わせている）
33. ホワイトオーク

その他の未編入領域として次の町がある。
1. ビールズビル
2. ボイズ
3. ダーウッド
4. ディッカーソン
5. ハイアッツタウン

## 教育
郡内初等中等の公立学校はモンゴメリー郡公共教育学区が管轄している。また公立のコミュニティカレッジであるモンゴメリー・カレッジもある。公立大学は無いが、州立大学システムがロックビル市でユニバーシティズ・アット・シャディグローブとよぶ施設を運営しており、州立の大学の課程から学士と修士の授業を受けられるようになっている。
モンゴメリー郡公共教育学区は教育委員会が監督している。

## 文化

### 宗教
郡内の宗教に対する信徒数については統計によって異なっている。47.3%から60.4%の範囲で既存宗教とは無関係と答えており、これが多数派となっている。
セブンスデー・アドベンチスト教会が郡内に本部を持っている。

### スポーツ
ベセスダにあるコングレッショナル・カントリークラブは世界でも最良クラスのゴルフ場と見なされている。2011年などこれまで3回、全米オープンが開催された。PGAツアーのクイックン・ローンズ・ナショナルが毎年開催され、タイガー・ウッズ財団が主催している。